# Trigonophora flammea
Trigonophora flammea là một loài bướm đêm trong họ Noctuidae.

## Hình ảnh

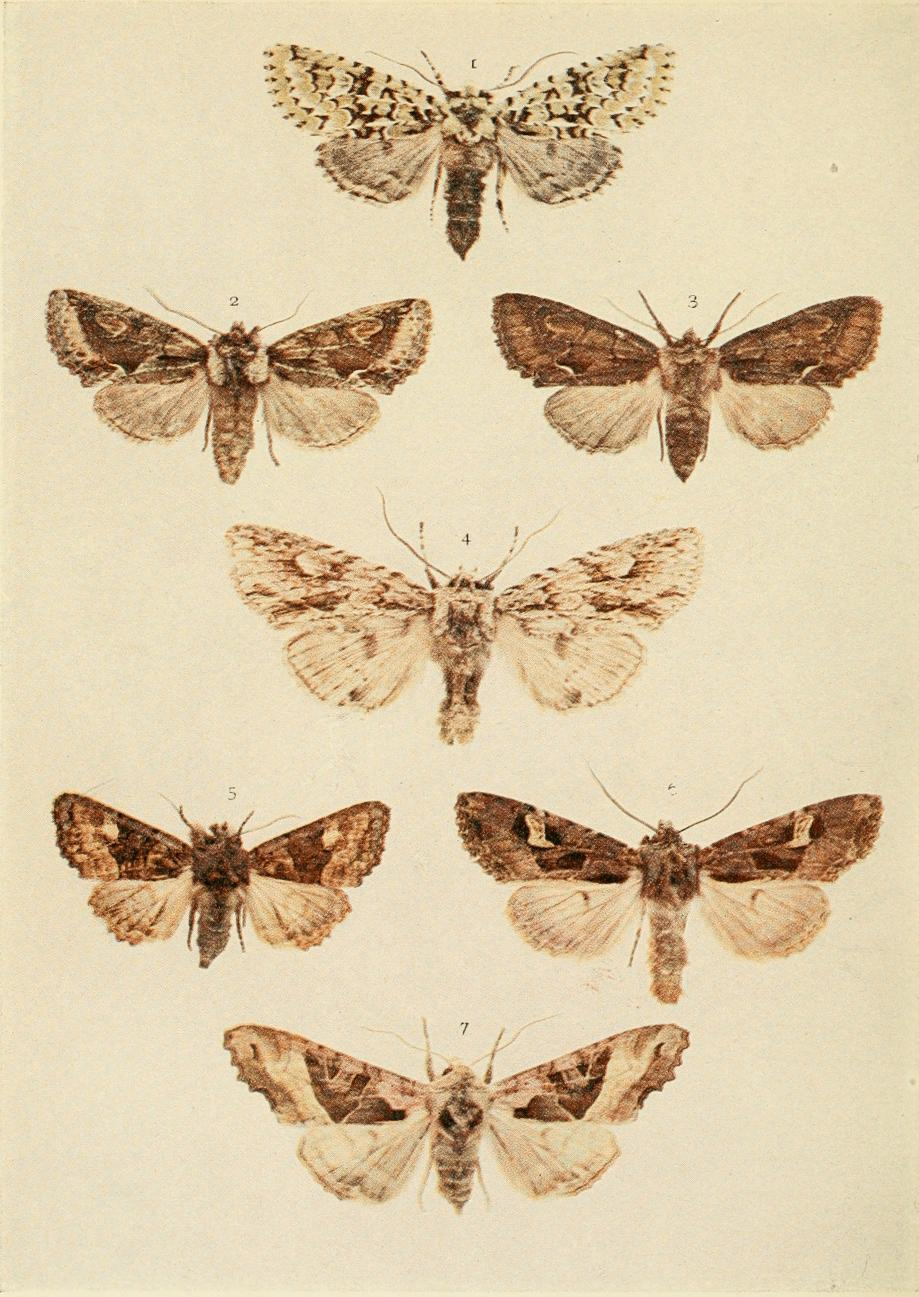